# Brighton (Nuevo Brunswick)
Brighton es una parroquia canadiense situada en la provincia de Nuevo Brunswick.

## Superficie
Brighton tiene una superficie de 509,3 km².

## Demografía
En 2021, tenía 1596 habitantes, una densidad poblacional de 3,1 hab./km², y 773 viviendas.